# دیان گولکاسیان راهبی
دیان گولکاسیان راهبی ( انگلیسی: Dianne Goolkasian Rahbee؛ زادهٔ ۹ فوریهٔ ۱۹۳۸) موسیقی‌دان و آهنگساز کلاسیک ارمنی‌تبار اهل ایالات متحده آمریکا است.

## زندگی‌نامه
وی در ۹ فوریه ۱۹۳۸ در سامرویل، ماساچوست به دنیا آمد. پدرش پیتر آهارون گولکاسیان (Peter Aharon Goolkasian) از نسل‌کشی ارمنی‌ها در سال ۱۹۱۵ بود. وی از مدرسه جولیارد و موتسارتیوم دانشگاه زالتسبورگ فارغ‌التحصیل گشت.  وی در بلمونت، ماساچوست زندگی می‌کند.